# Georges Lacombe (schilder)

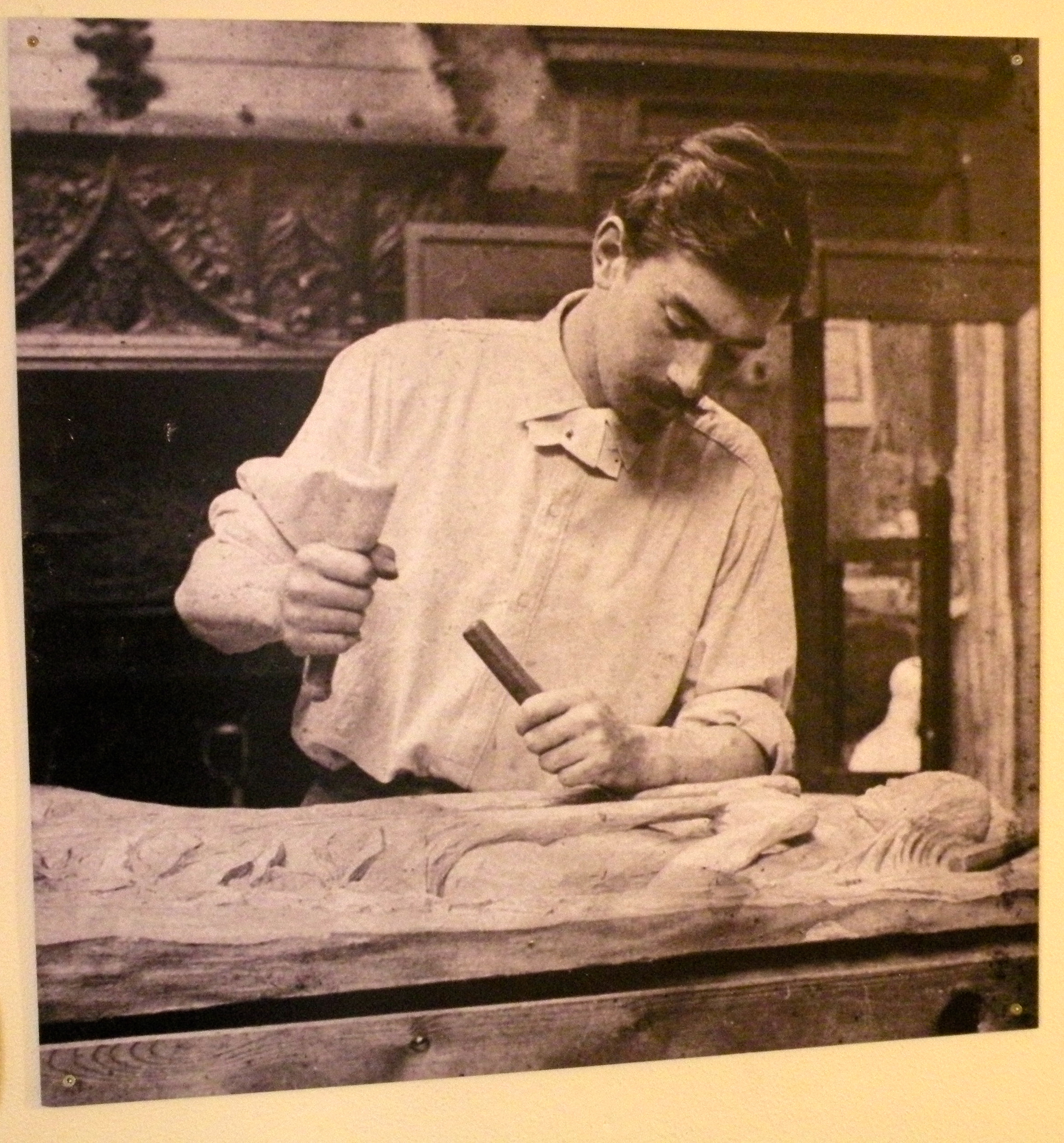
Georges Lacombe in zijn atelier te Versailles

Georges Lacombe (in Versailles, 18 juni 1868 - Alençon, 29 juni 1916) was een Frans kunstschilder, houtbewerker en beeldhouwer. Hij wordt gerekend tot het symbolisme en was lid van de kunstenaarsgroepering Les Nabis.

## Leven en werk
Lacombe werd geboren in een welgestelde familie met kunstzinnige ouders. Ook zijn moeder Laure was een vooraanstaand schilderes. Lacombe studeerde aan de Académie Julian, bij de impressionisten Alfred Philippe Roll en Henri Gervex.
In 1892 sloot Lacombe zich aan bij kunstenaarsbeweging Les Nabis en raakte zo bevriend met onder andere Émile Bernard en Paul Sérusier. Zoals veel leden van Les Nabis bracht ook Lacombe de meeste zomers in de jaren 1890 door in  Bretagne, met name in Camaret-sur-Mer, waar hij schilderde in een typisch symbolistische stijl, soms gebruik makend van pointillistische technieken.
In 1893 maakte Lacombe ook kennis met Paul Gauguin, die hem sterk beïnvloedde en hem ook op het spoor zette van de houtsnijkunst. Hij maakte tal van symbolistische houtsculpturen en beeldhouwwerken en groeide uit tot de „Le Nabi sculpteur“ (de beeldhouwer van de Nabi’s), zoals hij door zijn vrienden werd genoemd.
Lacombe overleed in 1916 in Alençon aan tuberculose, op 48-jarige leeftijd.
Veel werk van Lacombe bevindt zich momenteel in het Musée d'Orsay.

## Galerij

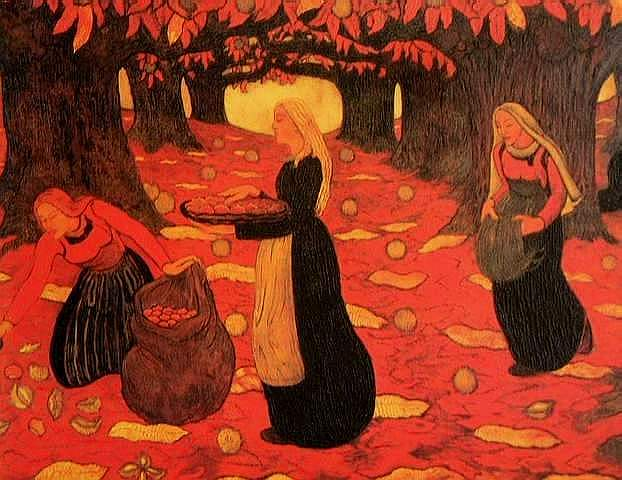
Chestnut Gatherers
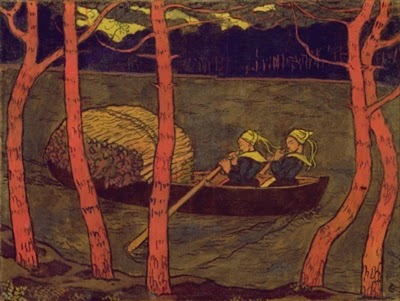
Boatwomen in Brittany
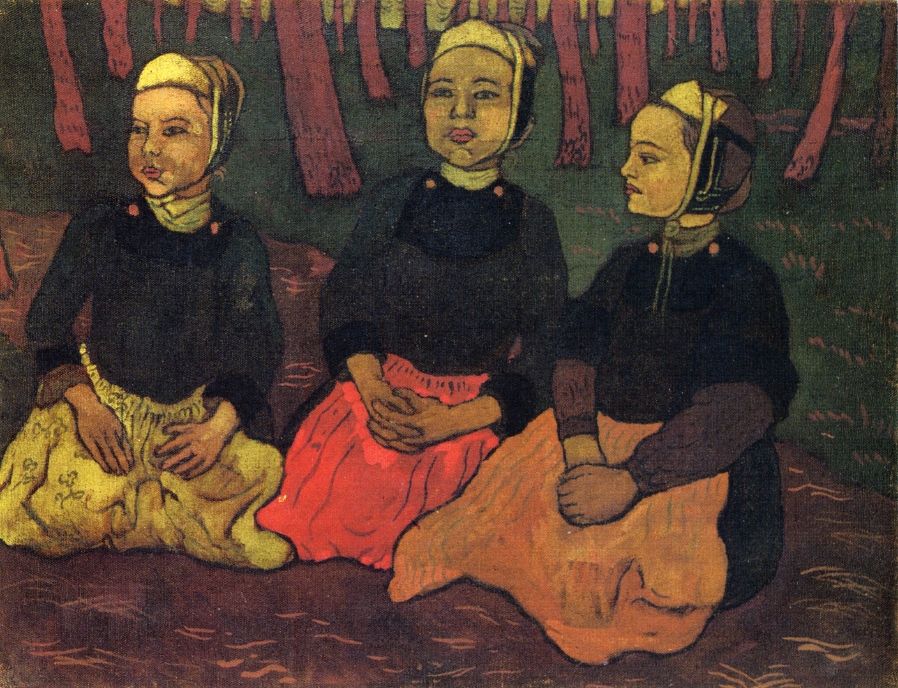
Three Breton Woman
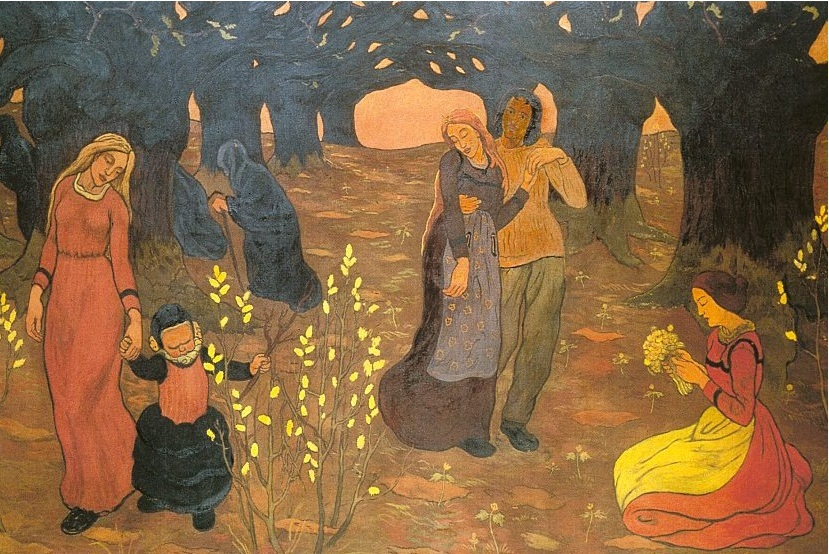
The Ages of Life
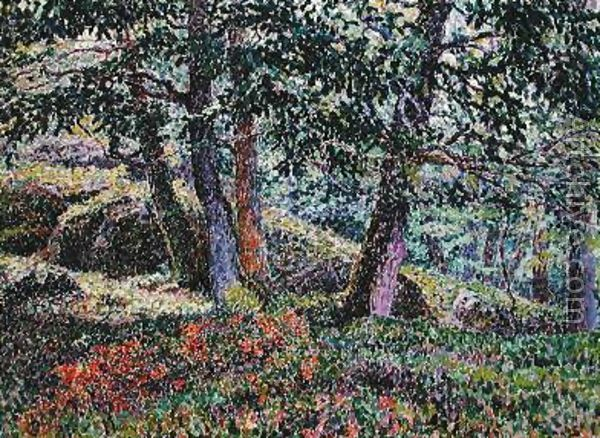
Oaks and Bleuberry Bushes
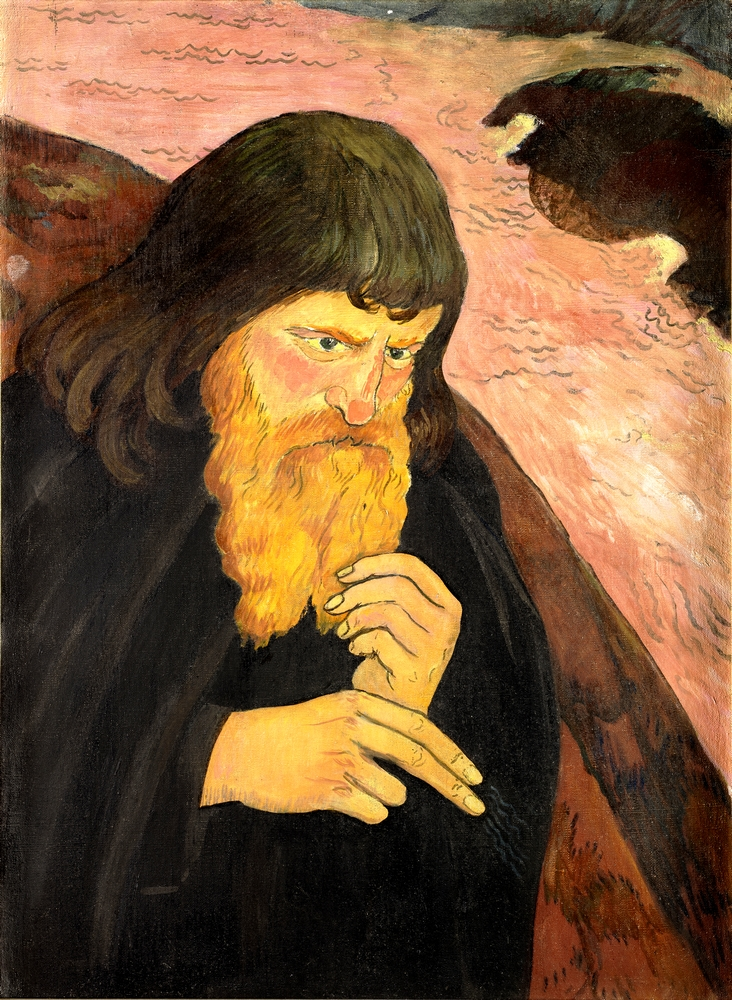
Portrait de Paul Sérusier
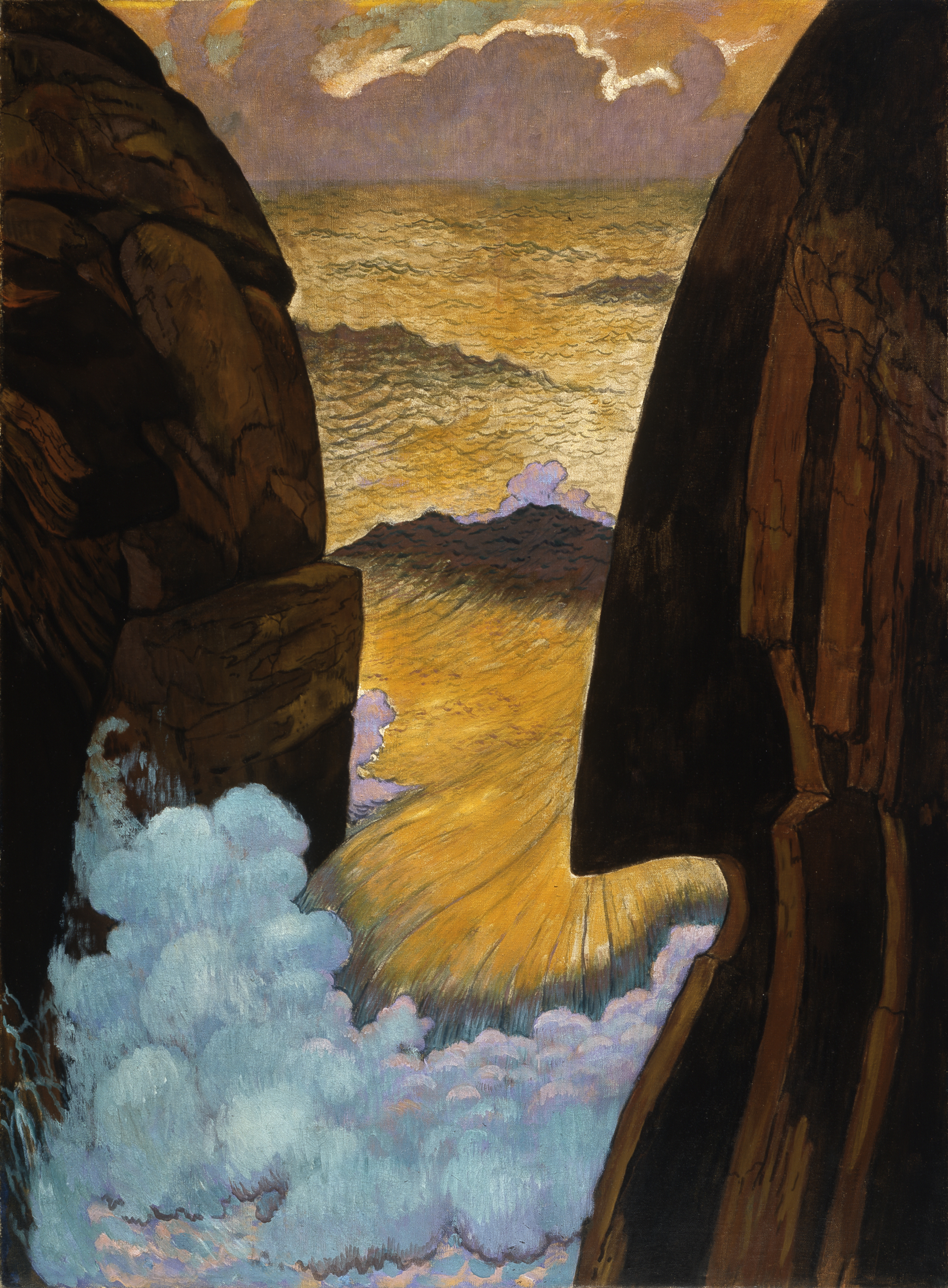
Vorhor the Green Wave
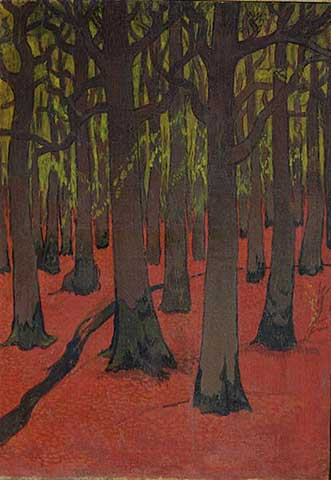
La forêt au sol rouge
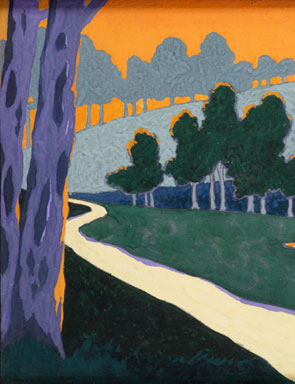
Landscape, gouache op papier
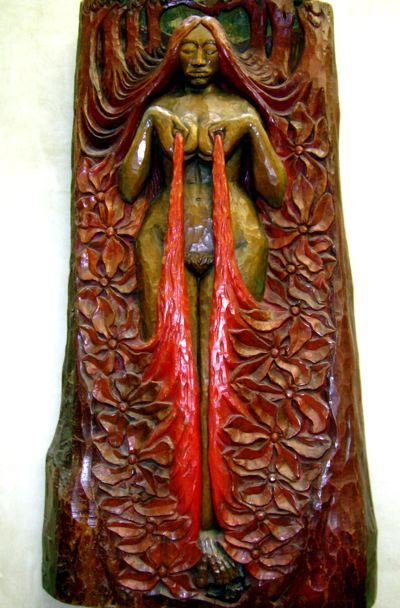
Isis, houtsnijwerk